# 裝訂

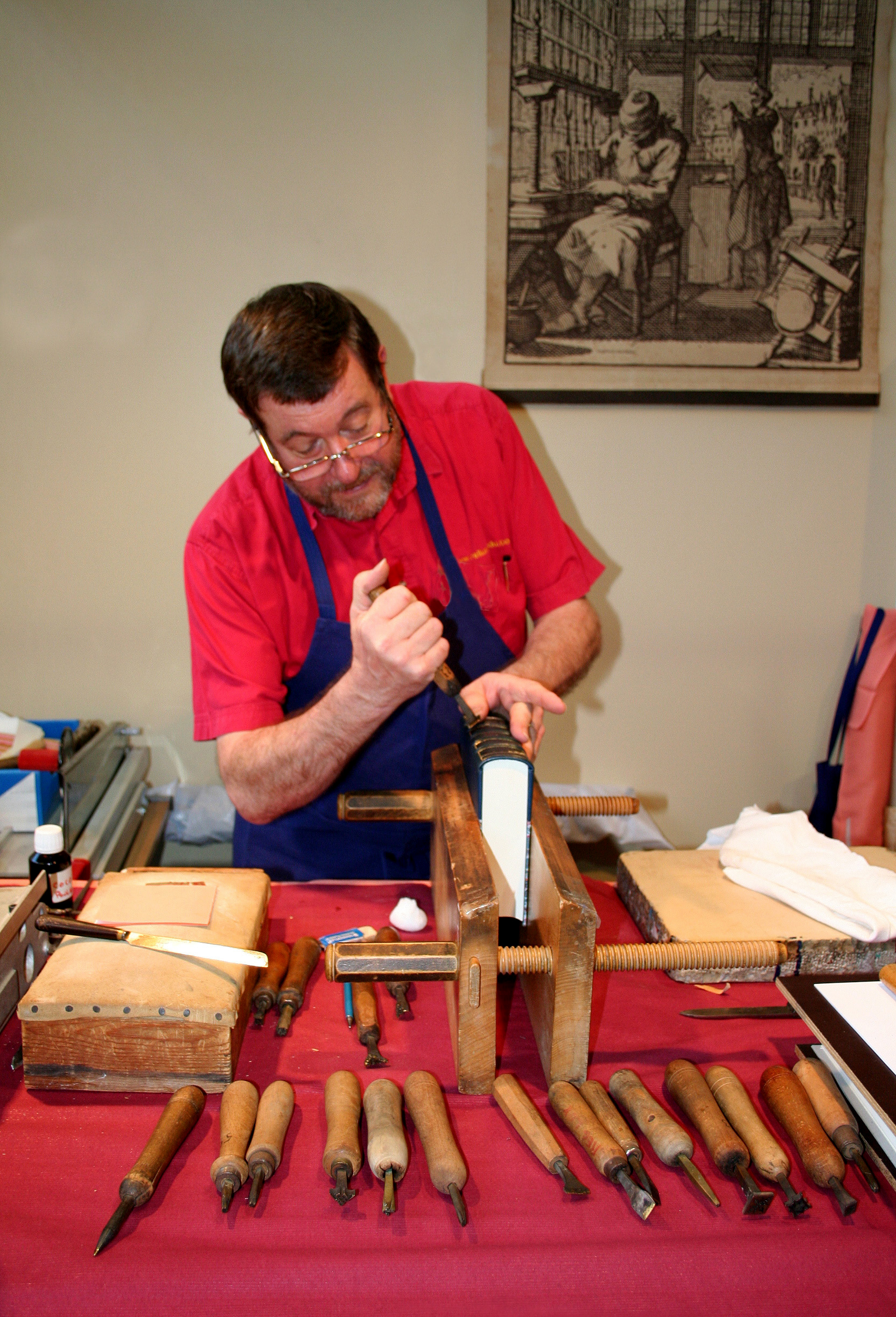
裝訂書籍

书本装订是人們将一叠有序的纸张組合成一本书籍的过程。人們會把紙張的一邊垂直於書皮放置在書皮正當中，之後通過穿針引線將紙張和書皮縫合起來（線裝書、和裝本），或是在紙張的一邊塗上黏合劑（膠裝），再垂直放置在書皮上。此外還有其他裝訂方法，例如在紙張的一邊穿孔，然後套在活頁夾中，或是給穿孔的書皮和紙張套上圓環（圈裝）。